# Soveria
Soveria (in corso Soveria) è un comune francese di 127 abitanti situato nel dipartimento dell'Alta Corsica nella regione della Corsica.

## Società

### Evoluzione demografica
Abitanti censiti

## Infrastrutture e trasporti
Soveria è attraversata dalla linea ferroviaria a scartamento ridotto Bastia – Ajaccio. È servita da una fermata a richiesta del servizio locale Bastia – Ajaccio della CFC.